# Rainbow Rowell
Rainbow Rowell (Nebraska, 24 februari 1973) is een Amerikaanse schrijfster van boeken voor volwassenen en young adults, waaronder Eleanor & Park (2012), Fangirl (2013) en Carry On (2015).

## Loopbaan
Rowell werkte van 1995 tot 2012 als columnist en reclametekstschrijver bij de Omaha World-Herald.

### Boeken voor volwassenen
Na haar vertrek bij de krant ging Rowell aan de slag bij een reclamebureau, terwijl zij in haar vrije tijd werkte aan wat haar debuutroman zou worden: Attachments. Tijdens deze periode beviel zij van haar eerste zoon, wat ertoe leidde dat het manuscript twee jaar lang werd stilgelegd. De roman, een romantische komedie over een IT-medewerker die verliefd wordt op een vrouw wiens e-mails hij controleert, verscheen in 2011. Kirkus Reviews noemde het een van de beste debuten van dat jaar.
In 2014 verscheen Landline, een roman over een huwelijk in crisis.
In augustus 2023 verkocht Rowell de toekomstige publicatierechten van vier romans voor volwassenen aan William Morrow and Company. De eerste, Slow Dance, verscheen in juli 2024.

### Young adult-romans

#### Eleanor & Park
In 2012 verscheen Eleanor & Park, een roman voor young adults die, evenals als Fangirl dat een jaar later uitkwam, door The New York Times werd uitgeroepen tot een van de beste boeken voor jongeren van dat jaar. Amazon selecteerde Eleanor & Park als een van de tien beste boeken van 2013. Het boek won bovendien de Goodreads-prijs voor beste young adults roman. In 2014 kocht DreamWorks de filmrechten, waarvoor Rowell een scenario schreef. Nadat in 2016 de optie was verlopen, werd in 2019 bekendgemaakt dat Picturestart de filmrechten had verworven, met Rowell als scenarioschrijver en uitvoerend producent.
In 2013 kreeg het boek ook kritiek van een oudergroep op een middelbare school in Minnesota, wat ertoe leidde dat Rowell werd uitgesloten van een bibliotheekevenement. Een commissie oordeelde uiteindelijk dat het boek in de schoolbibliotheek mocht blijven. In een interview gaf Rowell aan dat het zogenaamde "grove taalgebruik" in haar boek juist de realiteit weerspiegelde van jongeren in moeilijke omstandigheden, en dat de kritiek in feite impliceerde dat het overstijgen van die omstandigheden onmogelijk zou zijn.
De Nederlandse vertaling van het boek won in 2015 de Nederlandse prijs Beste Boek voor Jongeren in de categorie Vertaald.

#### FangirlenSimon Snow-trilogie
In 2013 publiceerde Rowell Fangirl, een roman over Cath, een eerstejaarsstudent die fanfictie schrijft over een fictieve boekenreeks rond Simon Snow, een jonge tovenaar op een magische school. Het boek is geïnspireerd door de populariteit van fanfictie rond de Harry Potter-reeks van J.K. Rowling.
Rowell ontwikkelde een trilogie rond de personages uit de fanfictie in Fangirl. De eerste roman, Carry On (2015), draagt dezelfde titel als het fictieve verhaal van Cath. In dit boek worstelt Simon Snow, tijdens zijn achtste schooljaar, met zijn rol als de 'Uitverkorene' die de magische wereld moet redden van de Insidious Humdrum. Hij onderneemt deze zoektocht samen met zijn beste vriendin Penelope, zijn vriendin Agatha en zijn vampier-'rivaal' Baz. De trilogie werd vervolgd met Wayward Son (2019) en afgesloten met Any Way the Wind Blows (2021).
In 2020 werd aangekondigd dat Fangirl een manga-adaptatie zou krijgen in vier delen, geschreven door Sam Maggs en geïllustreerd door Gabi Nam.

### Strips en graphic novels
In januari 2014 tekende Rowell een contract met First Second Books voor twee graphic novels voor jongvolwassenen. De eerste, geïllustreerd door Faith Erin Hicks, verscheen op 27 augustus 2019.
Daarnaast schreef Rowell twee reeksen voor Marvel Comics. Van 2017 tot 2021 schreef zij aan Runaways en van 2022 tot 2024 aan She-Hulk.

### Young adult
- Eleanor & Park (2012), in het Nederlands vertaald onder dezelfde titel
- Fangirl (2013), in het Nederlands vertaald onder dezelfde titel
- Simon Snow serie
  - Carry On (2015), in het Nederlands vertaald onder dezelfde titel
  - Wayward Son (2019)
  - Any Way the Wind Blows (2021)

### Volwassenen
- Attachments (2011), in het Nederlands vertaald als: Klik
- Landline (2014), in het Nederlands vertaald als: Verkeerd verbonden
- Slow Dance (2024), in het Nederlands vertaald als: Een laatste dans

### Korte verhalen
- "Midnights", My True Love Gave to Me: Twelve Holiday Stories, red. Stephanie Perkins (2014)
- Kindred Spirits (World Book Day editie) (2016)
- Almost Midnight (2017); bevat "Midnights" en "Kindred Spirits".
- The Prince and the Troll (2020)
- If the Fates Allow (2021)
- Scattered Showers (2022)

### Strips
- Runaways, met illustraties van Kris Anka (2017-2021)
- Pumpkinheads, met illustraties van Faith Erin Hicks (2019)
- She-Hulk, met illustraties van Rogê Antônio (2022-2024)
- "The Kid's Got a Good Eye", met illustraties van Olivier Coipel, in: Amazing Fantasy 1000 (2022)

- Bibsys: 14025281
- Biblioteca Nacional de España: XX5341713
- Bibliothèque nationale de France: cb16638566w (data)
- Catàleg d'autoritats de noms i títols de Catalunya: 981058528966606706
- Gemeinsame Normdatei: 101697258X
- International Standard Name Identifier: 0000 0000 9353 786X
- Library of Congress Control Number: n2010058327
- Nationale Bibliotheek van Letland: 000222108
- Bibliotheek van het Japanse parlement: 001224502
- Nationale Bibliotheek van Tsjechië: xx0184290
- Nationale bibliotheek van Australië: 55252368
- Nationale Bibliotheek van Israël: 987007585328205171
- Nationale en Universitaire bibliotheek Zagreb: 000647872
- Nederlandse Thesaurus van Auteursnamen: 336123582
- LIBRIS: 400877
- Système universitaire de documentation: 177328584
- Virtual International Authority File: 137448631
- WorldCat: E39PBJqQBTHYFRPPQxjdbdvGpP